# Durocortorum

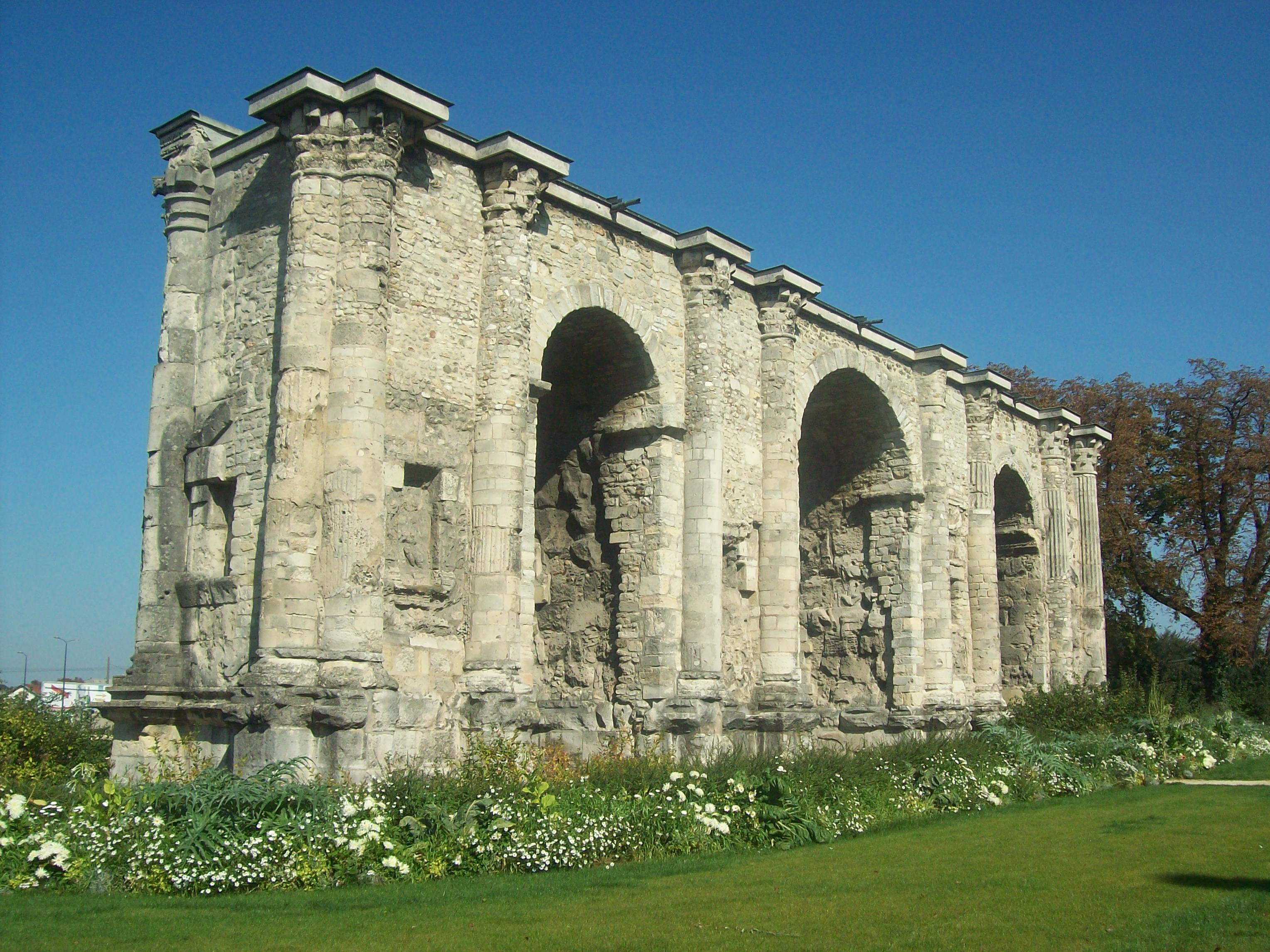
Porte de Mars (3e eeuw)

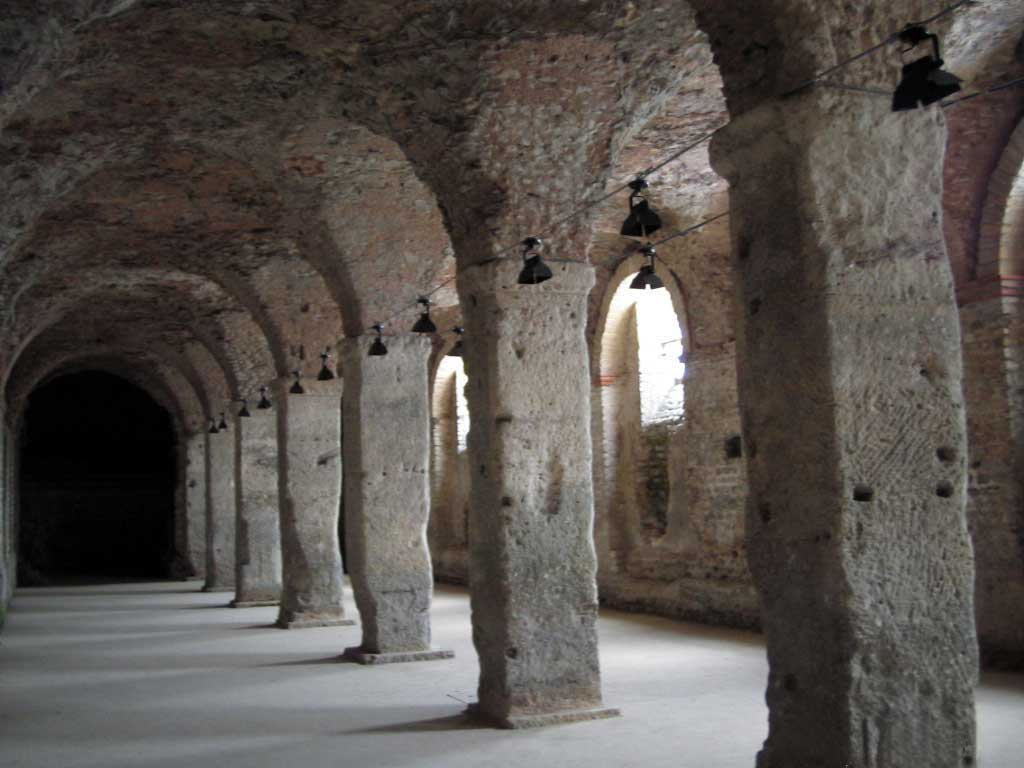
Cryptoportique

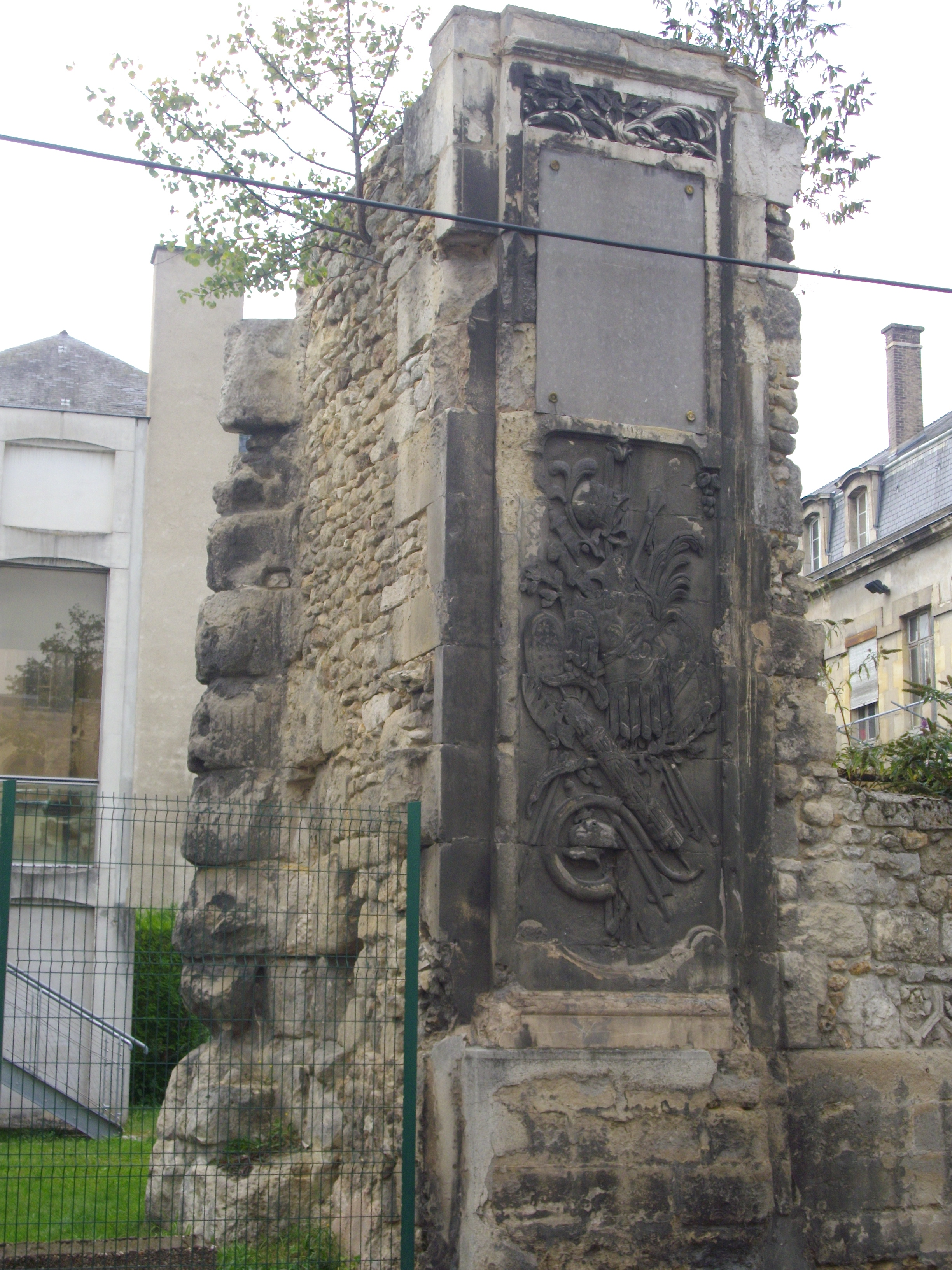
Porte Bazée

Durocortorum, het huidige Reims, was een Romeinse stad in de provincie Gallia Belgica. Het was de belangrijkste stad van de Remi, een Keltisch volk dat zich aan Julius Caesar onderworpen had.

## Geschiedenis
De Remi hadden hun oppidum in het 20 km noordelijker gelegen Condé-sur-Suippe, maar verhuisden in de loop van de 1e eeuw v.Chr. naar Durocortorum.
Durocortorum werd de hoofdstad van de provincie Gallia Belgica. Vanuit Durocortorum liepen zeven heerwegen naar respectievelijk Camaracum (Cambrai), Augusta Treverorum (Trier), Divodorum (Metz), Tullum Leucorum (Toul), Catalaunum (Châlons-en-Champagne) en twee wegen naar Augusta Suessionum (Soissons). Op haar hoogtepunt kende de stad een oppervlakte van 90 hectare en er werden een amfitheater, een theater en badhuizen gebouwd. Tussen 175 en 250 werd de stad herbouwd op Romeinse leest met een forum en een dambordpatroon. Ook kreeg de stad, met een oppervlakte van 55 hectare, een omwalling met poorten. Na 250 werd een nieuwe, grotere ovalen stadsomwalling gebouwd rond de 60 hectaren grote stad. In 274 werd de stad geplunderd. Nadat Trier hoofdstad geworden was van Gallia Belgica bleef Durocortorum belangrijk als hoofdstad van Belgica Secunda. In 407 werd Durocortorum geplunderd door de Vandalen.

## Overblijfselen
- Porte de Mars, triomfboog gebouwd omstreeks 200.
- Porte Bazée, resten van een stadspoort.
- Cryptoportique, half ingegraven galerijen die dienden voor graanopslag en zich onder een zuilengalerij aan de noordelijke zijde van het forum bevonden.

## Voetnoten
1. ↑  (fr) Porte de Mars. visit.reims.fr. Gearchiveerd op 10 juli 2022. Geraadpleegd op 10 juli 2022.
2. ↑  (en) Encyclopaedia Britannica - Belgica
3. ↑  Livius.org (geraadpleegd 31 juli 2021). Gearchiveerd op 25 november 2022.